# Legion (film 2010)
Legion è un film del 2010 diretto da Scott Stewart, con Paul Bettany, Kevin Durand e Dennis Quaid.

## Trama
Los Angeles. L'Arcangelo Michele scende di nascosto sulla Terra e, dopo essersi tagliato le ali per impedire agli altri angeli di rintracciarlo, saccheggia un deposito d'armi e parte verso una destinazione sconosciuta.
Deserto del Mojave. Bob Hanson è il burbero gestore della tavola calda Paradise Falls. Al locale lavorano anche Jeep, abile meccanico e figlio di Bob, il cuoco Percy e la cameriera Charlie, incinta di otto mesi. Durante una giornata qualsiasi, al Paradise Falls arrivano alcuni clienti: la famiglia Anderson, composta dai coniugi Sandra e Howard e dalla ribelle figlia adolescente Audrey; Kyle, un padre divorziato diretto a Los Angeles; per ultima arriva una vecchietta che, inizialmente amabile, si rivela un'indemoniata dagli strani poteri che aggredisce improvvisamente Charlie e poi tutti gli altri presenti. Howard Anderson rimane gravemente ferito; alla fine, Kyle riesce ad uccidere l'indemoniata sparandole con una pistola che porta con sé. Kyle, Sandra e Audrey cercano di portare Howard ad un ospedale, ma scoprono con orrore che l'intera zona è isolata a causa di giganteschi sciami di insetti.
Al Paradise Falls arriva Michele, che spiega a tutti cosa sta succedendo: è cominciata l'Apocalisse. Dio ha perso la fiducia nell'umanità e ha inviato i propri angeli a sterminarla; tuttavia, il figlio non ancora nato di Charlie è destinato ad essere il nuovo Messia e la sua nascita redimerebbe l'umanità da tutti i suoi peccati, fermando la distruzione decisa dal Creatore. La vecchia indemoniata era in realtà posseduta da un angelo ed era giunta al Paradise Falls proprio per eliminare Charlie. Gli Hanson e i clienti del Paradise Falls creano così una resistenza armata sotto il comando di Michele per proteggere Charlie e permettere la nascita del Messia.
Il Paradise Falls è subito preso di mira da una moltitudine di posseduti; Michele e la resistenza riescono a fermarli, ma Howard Anderson viene catturato e crocifisso vivo nel cortile del locale. La mattina seguente, Sandra cerca di liberarlo, ma non appena gli si avvicina, Howard esplode, liberando un'ondata letale di acido. Percy si sacrifica per proteggere Sandra. Successivamente, i sopravvissuti scoprono, ascoltando la radio, che tutta l'America sta subendo l'attacco degli angeli, ma si sono create sacche di resistenza simili a quella del Paradise Falls; Michele, tuttavia, proibisce loro di lasciare il locale, in quanto verrebbero immediatamente aggrediti dai posseduti.
Quella notte, i sopravvissuti del Paradise Falls fronteggiano un secondo attacco e Kyle rimane ucciso. Charlie entra in travaglio e partorisce un bimbo con l'aiuto di Michele e Audrey; durante il parto, sentono squillare più volte le trombe del Giudizio universale, che segnalano l'imminente arrivo dell'Arcangelo Gabriele.
Sandra Anderson, in preda al panico e impazzita in seguito alla morte di Howard, tenta di prendere in ostaggio il neonato per consegnarlo ai posseduti, e Michele è costretto a ucciderla. I posseduti non possono avvicinarsi al bambino di Charlie, ora che è nato, e solo un arcangelo ha abbastanza potere da poterlo eliminare; compare dunque Gabriele, che ferisce gravemente Bob Hanson. Michele fa fuggire Jeep, Audrey, Charlie e il neonato e affronta Gabriele, venendo però sconfitto e ucciso. Gabriele e i posseduti si apprestano a inseguire i sopravvissuti, ma Bob fa esplodere il Paradise Falls, uccidendo tutti i posseduti e perendo egli stesso.
Durante la fuga, Jeep si accorge che sul suo corpo sono comparsi dei tatuaggi che aveva visto in precedenza su Michele e, ricordandosi che l'angelo gli aveva raccomandato di "trovare i profeti" e "imparare a leggere le istruzioni", giunge alla conclusione che si tratta proprio di quelle "istruzioni". Gabriele raggiunge la macchina su cui stanno fuggendo i protagonisti e causa un incidente in cui Audrey perde la vita. Jeep e Charlie tentano di proseguire a piedi, ma vengono raggiunti facilmente da Gabriele. Questi si appresta ad ucciderli, ma viene fermato dall'apparizione di Michele, resuscitato da Dio e nuovamente arcangelo. Michele spiega a Gabriele di aver dato a Dio ciò di cui Lui aveva bisogno, ossia la prova che l'umanità merita una seconda possibilità; sottintende anche che tutto ciò che è accaduto era una prova per testare la fedeltà dei Suoi angeli, oltre che la bontà del genere umano, e che Gabriele, non comprendendolo, ha fallito. Gabriele, umiliato, torna in Paradiso. Michele rivela a Jeep che lui è il vero protettore del Messia e gli raccomanda di continuare ad avere fede, dopodiché vola in Paradiso.
Qualche tempo dopo, Jeep, Charlie e il bambino Alex sono su un fuoristrada carico di armi e viaggiano verso una destinazione sconosciuta.

## Distribuzione
Il film è uscito nelle sale cinematografiche statunitensi il 22 gennaio 2010, mentre in quelle italiane il 12 marzo 2010.

## Serie televisiva
Il 19 giugno 2014 ha debuttato sul canale statunitense Syfy la serie televisiva sequel Dominion, ambientata 25 anni dopo gli eventi finali del film. Scott Stewart è produttore esecutivo e regista dell'episodio pilota.